# Оппельт, Курт
Курт Оппельт (нем. Kurt Oppelt; 18 марта 1932, Вена — 16 сентября 2015, близ Орландо, США) — австрийский фигурист, выступавший в парном катании. Со своей партнершей Элизабет Шварц он стал чемпионом зимней Олимпиады 1956 года.

## Спортивная карьера
В начале карьеры выступал как «одиночник». Становился бронзовым (1951 и 1952) и серебряным (1953) призёром национального первенства. На зимней Олимпиаде в Хельсинки (1952) и на мировом первенстве в швейцарском Давосе (1953) занимал 11-е место.
Затем перешёл в парное катание, где выступал вместе с Сисси Шварц. В 1952—1956 гг. пара становилась чемпионами Австрии; в 1952 г. — дебютировала на международной арене, заняв седьмое место на континентальном и мировом первенствах. Зимние Олимпийские игры в Осло (1952) австрийские фигуристы завершили на 9-й позиции.
В последующие годы спортсмены поступательно наращивали свои результаты на чемпионатах Европы: бронзовая медаль в Дортмунде (1953), серебряная — в Больцано (1953) и победа в Париже (1956). Аналогичными стали достижения австрийской пары на мировых первенствах: бронза в Осло (1954), серебро в Вене (1955) и золото в Гармиш-Партенкирхене (1956).
На зимних Олимпийских играх в Кортина-д’Ампеццо (1956) спортсмены заняли первое место. С лета 1956 г. они перешли в Венский балет на льду (Die Wiener Eisrevue).
В 1961 г. фигурист в рамках плана физического воспитания президента США Джона Ф. Кеннеди переехал в Соединенные Штаты. Там он, в частности, пытался помочь людям с физическими недостатками облегчить их передвижение с помощью приобщения к фигурному катанию.

## Спортивные достижения
в парном катании
| Соревнования/Сезон      | 50-51 | 51-52 | 52-53 | 53-54 | 54-55 | 55-56 |
| ----------------------- | ----- | ----- | ----- | ----- | ----- | ----- |
| Зимние Олимпийские игры |       | 9     |       |       |       | 1     |
| Чемпионаты мира         | 7     | 7     | 6     | 3     | 2     | 1     |
| Чемпионаты Европы       |       | 7     | 3     | 2     |       | 1     |
| Чемпионат Австрии       |       | 1     | 1     | 1     | 1     | 1     |

в одиночном катании
| Соревнования/Сезон      | 51-52 | 52-53 |
| ----------------------- | ----- | ----- |
| Зимние Олимпийские игры | 11    |       |
| Чемпионаты мира         |       | 11    |